# Pseudacris brimleyi
Espèce
Statut de conservation UICN

 LC  : Préoccupation mineure
Pseudacris brimleyi est une espèce d'amphibiens de la famille des Hylidae.

## Répartition
Cette espèce est endémique des États-Unis. Elle se rencontre dans la plaine côtière de l'Est des Appalaches, :
- dans le sud-est de la Virginie ;
- dans l'est de la Caroline du Nord ;
- dans l'est de la Caroline du Sud ;
- dans l'est de la Géorgie.

## Étymologie
Son nom d'espèce, brimleyi, lui a été donné en référence à Clement Samuel Brimley, zoologiste américain.

## Publication originale
- Brandt & Walker, 1933 : A new species of Pseudacris from the southeastern United States. Occasional Papers of the Museum of Zoology University of Michigan, vol. 272, p. 1-9 (texte intégral).